# Tarenna yappii
Tarenna yappii là một loài thực vật có hoa trong họ Thiến thảo. Loài này được (King) Ridl. miêu tả khoa học đầu tiên năm 1923.